# Memoria parcial
Una memoria parcial o memoria fraccionada, se basa de un conjunto de ventanas que tiene un dispositivo de datos, tal como un Enrutador Directo por cable. se utiliza a menudo en redes Wi-Fi anteriormente se podía separar el sistema cableado de puertos Ethernet, de transmisión por aire.
Algunos dispositivos de redes inalámbricas cuentan con una función de habilitar y deshabilitar el sistema por aire para evitar que ingresen usuarios que no pertenecen al correspondiente SSID en mucha cantidad.
- Datos: Q6009938